# Nuôi ốc

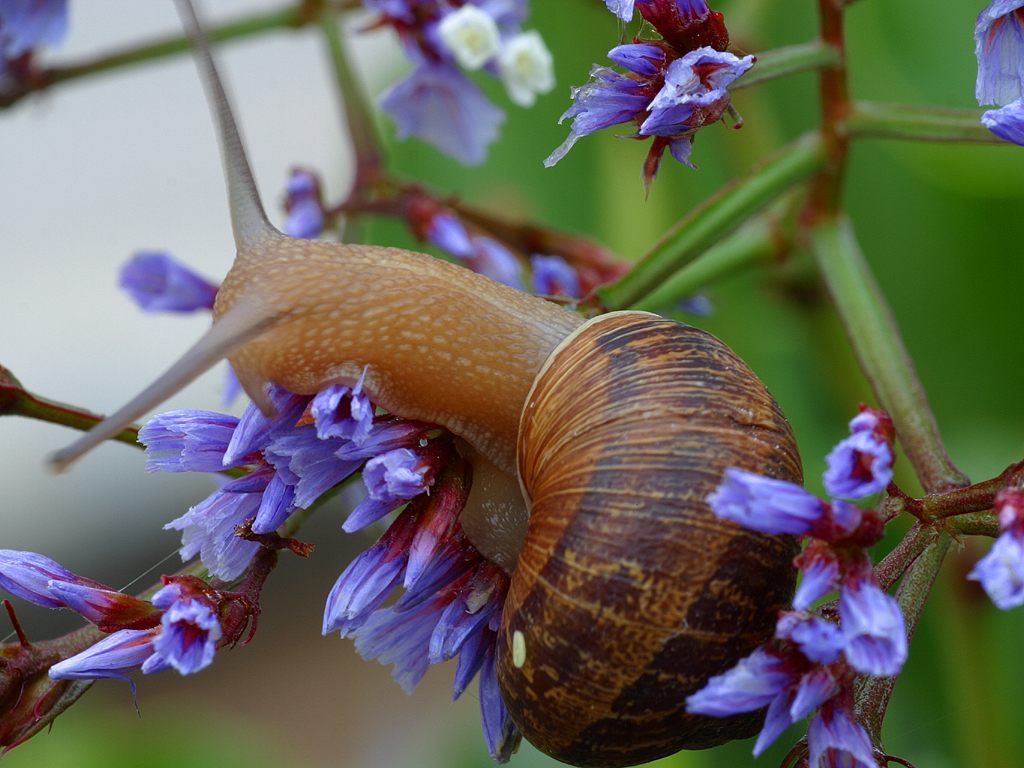
Một con ốc sên nâu châu Âu

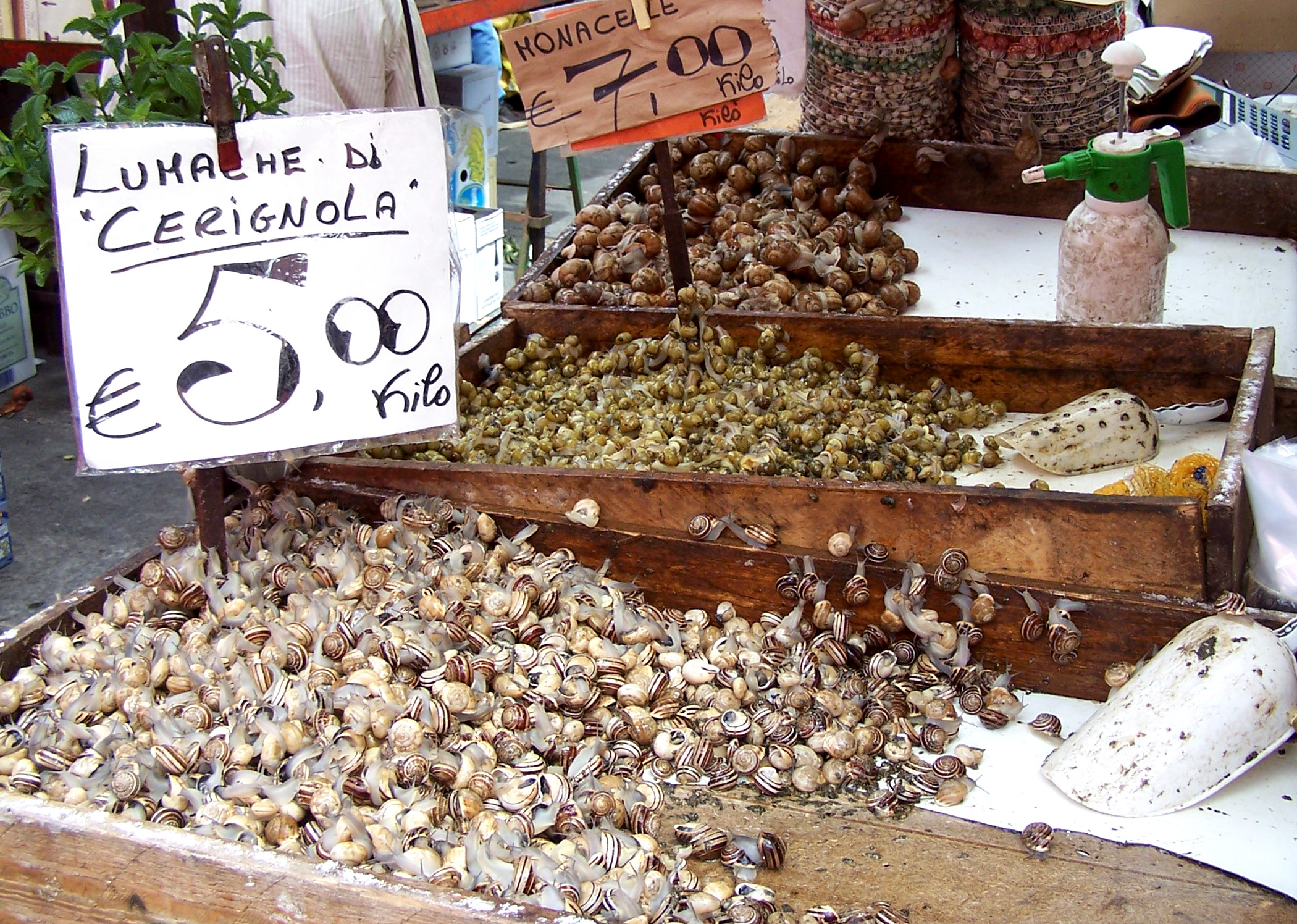
Các loại ốc được bày bán ở Ý

Nuôi ốc là việc thực hành nuôi các loài ốc, thông thường là ốc cạn và ốc nước ngọt (ốc đồng) để phục vụ cho nhu cầu tiêu dùng của con người, nhất là phục vụ cho các món ẩm thực, các món nhậu bình dân, ngoài ra một số loại ốc cũng được sử dụng lấy chất nhờn cho mỹ phẩm. Việc tiêu thụ các món ốc được ghi nhận ở châu Âu, Bắc Phi, Bắc Mỹ và ở nơi khác trên thế giới, đặc biệt là châu Á và Việt Nam. Ốc là động vật đa dạng về chủng loại trong đó có những loài ốc có thể ăn được, chúng sinh trưởng tốt, dễ nuôi nên là đối tượng cho nuôi trồng thủy sản.
Mỹ nhập khẩu các loại ốc trị giá hơn $ 4.500.000 vào năm 1995 và đến từ 24 quốc gia, bao gồm việc bảo quản hoặc chế biến ốc và ốc sống, tươi, ướp lạnh, hoặc đông lạnh. Xuất khẩu lớn các sản phẩm ốc sang Mỹ là Pháp, Indonesia, Hy Lạp và Trung Quốc. Mỹ xuất khẩu trực tiếp, tươi, ướp lạnh, đông lạnh hoặc ốc trị giá $ 55,000 đến từ 13 nước, hầu hết được vận chuyển đến Nhật Bản, Hà Lan, và Vương quốc Anh. Việt Nam cũng là quốc gia tiêu thụ nhiều ốc với những món ăn bình dân phong phú và đa dạng.

## Lịch sử
Những vỏ ốc rang đã được tìm thấy trong các cuộc khai quật khảo cổ học, một dấu hiệu cho thấy ốc đã được ăn từ thời tiền sử. Trong thời La Mã cổ đại, ốc được vỗ béo lên trong khu vườn ốc trước khi chúng đã được ăn. Người La Mã, đặc biệt, được biết là đã coi escargot như một thực phẩm hảo hạng, như đã nêu trong các tác phẩm của Pliny. Ví dụ các loài Otala lactea là ốc ăn được đã được thu hồi trong khai quật khảo cổ học từ Volubilis ở Morocco ngày nay. Pliny mô tả vườn ốc của Fulvius Hirpinus 2.000 năm trước đây như là có các phần riêng biệt đối với các loài khác nhau của ốc sên. Hirpinus bị cáo buộc ăn ốc của mình vào bữa ăn và rượu vang. Người La Mã đã chọn những loại ốc tốt nhất để làm giống. Pháp nhập khẩu ốc sên đến California vào những năm 1850.

## Các loài ốc ăn được
- Ốc sên nâu châu Âu: Pháp là quốc gia nổi tiếng về tiêu thụ loài vật này.
- Ốc mít: thường nhỏ, vỏ vân ngang đều, màu ngả sang đen, trôn ốc bằng chứ không lồi ra ngoài.
- Ốc bươu vàng: con to, vỏ có vân nhưng không đều, màu ngả vàng, trôn ốc giống ốc mít nhưng hơi lõm. Vỏ rất mỏng cho nên thường thấy trên miệng vỏ ốc hay bị dập.
- Ốc bươu hay còn gọi ốc nhồi: vỏ ngả đen, bóng, không có vân, trôn ốc lồi, xoáy đều, vỏ cứng.
- Ốc bụt, kiểu ốc Hồ Tây thì đít nhọn, vỏ xù xì, thịt cứng.
- Ốc Hải Dương một loại ốc bụt khác, con nhỏ, vỏ bóng, ngả màu xám, đít tròn. Ốc này ăn béo hơn, giòn.
- Ốc len: Nổi tiếng với món ốc len xào dừa[2]
- Ốc dừa: Với món ốc dừa xào bơ cay
- Ốc móng tay: Với món ốc móng tay xào sa tế và ốc móng tay xào sả ớt
- Ốc mỡ: Với món ốc mở cháy tỏi
- Ốc nhút
- Ốc cà na: Được nhiều người ưa thích vì hương vị thơm ngon, thịt ốc giòn ngọt thấm đẫm vị bơ cay béo ngậy
- Ốc hương: Thịt ốc hương rất ngon, tên gọi ốc hương vì nó được gọi tên theo mùi của ốc ngay cả khi tươi sống đã tỏa ra hương thơm tự nhiên.
- Ốc đồng sống ở nước ngọt, thích sống ở nơi có nhiều chất hữu cơ mục nát như ao, mương, ruộng, rừng.
- Ốc vòi voi hay còn gọi là tu hài, là loại động vật có giá trị kinh tế cao.

## Chọn ốc
Nên chọn ốc sống là ốc khi chạm tay vào mài, ốc sẽ thụt khép kín mài vào trong, ốc chết là ốc có mùi hôi, mài ốc thụt vào trong. Ốc mập là ốc có mài nằm sát mép ngoài, ốc gầy thì mài thụt vào trong, ốc hương nên chọn con nhỏ ăn mới thơm, ngon. nếu không biết có thể chọn nhầm ốc mít hay ốc bươu vàng vì vẻ bên ngoài của chúng giống như ốc bươu và ốc bụt, loại ốc dùng để nấu bún ốc, làm ốc nhồi thịt. Có thể làm sạch bùn bằng cách ngâm ốc trong một thau bằng kim loại có chứa ít nước. Sử dụng nước vo gạo ngâm lấy phần ốc khoảng 1 - 2 tiếng, tất cả chất bùn trong miệng ốc sẽ tự động nhả ra và vón thành từng mảng chất nhầy.